# Shunsuke Nishikubo
Shunsuke Nishikubo (japanisch 西久保 駿介 Nishikubo Shunsuke; * 30. Juli 2003 in Kawaguchi, Präfektur Saitama) ist ein japanischer Fußballspieler.

## Karriere
Shunsuke Nishikubo erlernte das Fußballspielen in den Jugendmannschaften von Kawaguchi Asahi Revolver und Mitsubishi Yowa. Seinen ersten Profivertrag unterschrieb er am 1. Februar 2022 bei JEF United Ichihara Chiba. Der Verein aus Ichihara, einer Stadt in der  Präfektur Chiba, spielte in der zweiten japanischen Liga. Sein Zweitligadebüt gab er am 26. Februar 2022 (2. Spieltag) im Auswärtsspiel gegen den FC Ryūkyū. Hier wurde er nach der Halbzeitpause für Rui Sueyoshi eingewechselt. JEF United gewann das Spiel 2:1. Nach zwei Spielzeiten, in denen er 39 Ligaspiele absolvierte, wechselte er im Januar 2024 zum Erstligisten Júbilo Iwata. Am Ende der Saison 2024 belegte er mit Júbilo den 18. Tabellenplatz und musste somit in die zweite Liga absteigen.